# Brevik
Brevik és un poble situat al comtat de Telemark, Noruega amb una població estimada de 2.700 habitants. Brevik es va convertir en municipi el primer de gener de 1838 però es va fusionar amb Porsgrunn el mateix dia del 1964. Brevik és considerat com un dels pobles més ben preservats de l'època dels velers. El poble es troba a la punta de la península d'Eidanger (Eidangerhalvøya) i fou un centre d'exportacions de gel i fusta. L'últim enviament de fusta al Regne Unit fou cap al 1960.
Brevik és el poble natal de Wilhelm Christopher Christophersen, diplomàtic noruec, i de Cort Adeler, mariner noruec.

## Etimologia
La forma en nòrdic antic del nom podria haver sigut Breiðvík, on la primera part és breiðr 'pa' i l'última és vík 'gola' (petit estret que comunica una albufera o un riu amb la mar).

## Assoliments importants en el desenvolupament de Brevik
- Vies de tren el 1895, Brevikbanen, part de Vestfoldbanen
- Oficina de correus el 1689
- Farmàcia el 1846
- Ajuntament el 1761, construït per Jørgen Christie

## Habitants notables
- Erik Hesselberg - membre de la tripulació de l'expedició de Kon-Tiki.